# Morti il 18 aprile
| Questa pagina contiene informazioni ricavate automaticamente dalle voci biografiche con l'ausilio del template Bio e di un bot. L'aggiornamento è periodico e automatico e ricostruisce completamente la pagina. Se manca una persona in questa lista, sei pregato di non aggiungerla, ma accertati piuttosto che la sua voce biografica contenga il template Bio e che i dati anagrafici siano correttamente compilati. Se il template Bio manca, inseriscilo tu stesso o, in alternativa, metti l'avviso {{tmp\|Bio}} che ne segnala la mancanza. Se i dati riportati sono sbagliati, correggi direttamente la voce biografica; le modifiche saranno visibili in questa lista entro pochi giorni. Per chiarimenti vedi il progetto biografie. La lista contiene solo le 483 persone che sono citate nell'enciclopedia e per le quali è stato implementato correttamente il template Bio. Pagina aggiornata al 13 ago 2025. |

## II secolo(1)
- 121 - Calogero di Brescia, militare romano

## VII secolo(2)
- 639 - Laisren di Leighlin, vescovo e santo irlandese
- 680 - Muʿāwiya ibn Abī Sufyān, califfo (n. 603)

## VIII secolo(2)
- 713 - Ursmaro di Lobbes, vescovo e abate franco (n. 644)
- 796 - Æthelred I di Northumbria, sovrano

## X secolo(4)
- 943 - Fujiwara no Atsutada, poeta giapponese (n. 906)
- 951 - Minamoto no Hitoshi, poeta e nobile giapponese (n. 880)
- 963 - Stefano Lecapeno, imperatore bizantino
- 988 - Adalberone II di Verdun, vescovo franco

## XI secolo(1)
- 1076 - Beatrice di Lotaringia, nobile (n. 1019)

## XII secolo(3)
- 1143 - Gertrude di Supplimburgo, nobile tedesca (n. 1115)
- 1161 - Teobaldo di Bec, arcivescovo cattolico e abate normanno
- 1176 - San Galdino, vescovo italiano

## XIII secolo(3)
- 1265 - Makkikha II, vescovo cristiano orientale siro
- 1266 - Amadio degli Amidei, santo italiano
- 1275 - Luca Grimaldi, diplomatico italiano

## XIV secolo(1)
- 1335 - Luther von Braunschweig

## XV secolo(6)
- 1404 - Guglielmo della Scala, politico italiano (n. 1350)
- 1433 - Cleofe Malatesta, nobile
- 1460 - Pietro Guido I Torelli, conte
- 1479 - Andrea da Montereale, presbitero italiano (n. 1397)
- 1491 - Domenico di Michelino, pittore italiano (n. 1417)
- 1492 - Francesco Vitale da Noja, vescovo cattolico italiano

## XVI secolo(8)
- 1516 - Giovanni IV d'Amboise, francese (n. 1440)
- 1528 - Antonio II Martinengo di Padernello, militare italiano (n. 1494)
- 1552 - John Leland, antiquario e poeta inglese (n. 1503)
- 1555 - Polidoro Virgili, umanista, storico e presbitero italiano (n. 1470)
- 1556 - Luigi Alamanni, poeta italiano (n. 1495)
- 1570 - Ambrogio Aldegati, teologo e vescovo cattolico italiano
- 1582 - Filiberto Pingone, storico italiano (n. 1525)
- 1592 - Giorgio Giovanni I del Palatinato-Veldenz, nobile tedesco (n. 1543)

## XVII secolo(15)
- 1602 - Andrés Hibernón, religioso spagnolo (n. 1534)
- 1618 - Maria dell'Incarnazione Avrillot, religiosa francese (n. 1566)
- 1631 - Cosimo de' Bardi, giurista e arcivescovo cattolico italiano (n. 1576)
- 1636 - Giacomo Boncompagni, III duca di Sora, nobile e militare italiano (n. 1613)
- 1646 - Ottavio Bolognesi, diplomatico italiano (n. 1580)
- 1650 - Simonds D'Ewes, politico e antiquario inglese (n. 1602)
- 1674 - John Graunt, statistico britannico (n. 1620)
- 1678 - Buonaccorso Buonaccorsi, cardinale italiano (n. 1620)
- 1679 - Christian Hofmann von Hofmannswaldau, poeta tedesco (n. 1616)
- 1684 - Gonzales Coques, pittore fiammingo (n. 1618)
- 1689 - George Jeffreys, magistrato inglese (n. 1645)
- 1690 - Ayaşlı İsmail Pascià, politico ottomano (n. 1620)
- 1690 - Carlo V di Lorena, nobile (n. 1643)
- 1694 - Antonio Maria Bianchi, teologo e filosofo italiano (n. 1630)
- 1694 - William Douglas, duca di Hamilton, nobile scozzese (n. 1634)

## XVIII secolo(24)
- 1701 - Enrico di Nassau-Dillenburg, nobile tedesco (n. 1641)
- 1707 - Louis-Marcel de Coëtlogon-Méjusseaume, vescovo cattolico francese
- 1712 - Luisa Maria Teresa Stuart, principessa (n. 1692)
- 1713 - Dorotea Maria di Sassonia-Gotha-Altenburg, principessa (n. 1674)
- 1718 - Michael Wening, incisore tedesco (n. 1645)
- 1724 - John Phillips, pirata inglese
- 1725 - Antonio Calza, pittore italiano (n. 1658)
- 1726 - Enrichetta Amalia di Anhalt-Dessau, nobile (n. 1666)
- 1731 - Giovanna Fratellini, pittrice italiana (n. 1666)
- 1732 - Louis Feuillée, astronomo, botanico e geografo francese (n. 1660)
- 1733 - Louis de La Vergne-Montenard de Tressan, arcivescovo cattolico francese (n. 1670)
- 1734 - Pierre François Biancolelli, attore teatrale, commediografo e ballerino italiano (n. 1680)
- 1749 - Giovanni Antonio Veneroni, architetto italiano
- 1755 - Antoine Calvière, organista e compositore francese (n. 1695)
- 1758 - Lorenz Heister, chirurgo e botanico tedesco (n. 1683)
- 1760 - Eleonora di Schleswig-Holstein-Sonderburg-Wiesenburg, nobildonna tedesca (n. 1715)
- 1763 - Francesco Antonio Bustelli, ceramista svizzero (n. 1723)
- 1766 - Corrado Giaquinto, pittore italiano (n. 1703)
- 1768 - Apollonio Nasini, pittore italiano (n. 1692)
- 1774 - Rodolfo Emilio Brignole Sale, doge (n. 1708)
- 1774 - Louis de Règemorte, ingegnere francese (n. 1709)
- 1776 - Johann Joseph von Khevenhüller-Metsch, nobile, politico e diplomatico austriaco (n. 1706)
- 1787 - Robert Shirley, VI conte Ferrers, nobile britannico (n. 1723)
- 1794 - Jean-Joseph de Laborde, banchiere e politico francese (n. 1724)

## XIX secolo(68)
- 1802 - Erasmus Darwin, filosofo, poeta e medico britannico (n. 1731)
- 1803 - Antoine Arbogast, matematico francese (n. 1759)
- 1808 - Jacopo Guarana, pittore italiano (n. 1720)
- 1808 - Pietro Antonio Stefani, presbitero e scrittore italiano (n. 1733)
- 1810 - Michelangelo Manicone, naturalista e filosofo italiano (n. 1745)
- 1811 - Luisa d'Assia, principessa (n. 1779)
- 1812 - Gioacchino Albertini, compositore italiano (n. 1748)
- 1814 - Domenico Costantino di Löwenstein-Wertheim-Rochefort, principe tedesco (n. 1762)
- 1816 - Giovanni Paolo Schulthesius, religioso, compositore e pianista tedesco (n. 1748)
- 1825 - Vladimir Lukič Borovikovskij, pittore russo (n. 1757)
- 1827 - Francesco Saverio Buonomo, vescovo cattolico italiano (n. 1748)
- 1827 - Pierre François Joseph Durutte, generale francese (n. 1767)
- 1829 - Mahmud Shah Durrani, sovrano afghano (n. 1769)
- 1832 - Angelo Cesaris, gesuita e astronomo italiano (n. 1749)
- 1837 - Giovanni Migliara, pittore e scenografo italiano (n. 1785)
- 1840 - Gabriele Maria Gravina, arcivescovo cattolico italiano (n. 1753)
- 1845 - Luigi Del Drago, cardinale italiano (n. 1776)
- 1845 - Nicolas-Théodore de Saussure, biologo svizzero (n. 1767)
- 1847 - Alberto Nota, commediografo, bibliotecario e magistrato italiano (n. 1775)
- 1847 - Edward Douglass White Senior, politico statunitense (n. 1795)
- 1849 - Carlo Rossi, architetto e urbanista italiano (n. 1775)
- 1851 - Vincenzo Lancetti, scrittore italiano (n. 1767)
- 1851 - Christian Friedrich Nasse, psichiatra e medico tedesco (n. 1778)
- 1851 - Ludwig von Wohlgemuth, generale e politico austriaco (n. 1788)
- 1853 - William R. King, politico statunitense (n. 1786)
- 1853 - Camillo Mapei, presbitero e teologo italiano (n. 1809)
- 1854 - Józef Elsner, compositore, docente e musicologo polacco (n. 1769)
- 1855 - Jean-Baptiste Isabey, incisore e pittore francese (n. 1767)
- 1855 - Aleksandr Petrovič Obolenskij, politico russo (n. 1780)
- 1859 - Tantia Topi, militare indiano (n. 1819)
- 1860 - Anders Adolf Retzius, anatomista e antropologo svedese (n. 1796)
- 1861 - August Neithardt, compositore tedesco (n. 1793)
- 1864 - Eugenio Barsanti, presbitero, ingegnere e inventore italiano (n. 1821)
- 1865 - Jean-Marie Léon Dufour, medico e naturalista francese (n. 1780)
- 1865 - Sebastiano Santi, pittore italiano (n. 1789)
- 1866 - Apollinarij Petrovič Butenev, diplomatico russo (n. 1787)
- 1866 - Ludwig Gottfried Blanc, filologo tedesco (n. 1781)
- 1866 - Luca Passi, presbitero italiano (n. 1789)
- 1866 - Auguste Walras, economista francese (n. 1801)
- 1867 - Robert Smirke, architetto inglese (n. 1780)
- 1869 - Giuseppe Giacinto Moris, botanico e politico italiano (n. 1796)
- 1871 - Omar Pascià, generale serbo (n. 1806)
- 1872 - Ann Preston, medico, docente e attivista statunitense (n. 1813)
- 1873 - Justus von Liebig, chimico tedesco (n. 1803)
- 1873 - Massimo Mautino, politico italiano (n. 1816)
- 1874 - Domenico III Orsini d'Aragona, XVII duca di Gravina, nobile e politico italiano (n. 1790)
- 1875 - Giovanni Strazza, scultore italiano (n. 1818)
- 1877 - Franz Hanfstaengl, pittore, litografo e fotografo tedesco (n. 1804)
- 1877 - Pietro Strada, medico e politico italiano (n. 1812)
- 1878 - Agostino Kotzian, imprenditore austriaco (n. 1792)
- 1881 - Carlo Dell'Acqua, ingegnere e filantropo italiano (n. 1806)
- 1882 - Henry Cole, designer e imprenditore inglese (n. 1808)
- 1882 - Innocenzo Fraccaroli, scultore italiano (n. 1805)
- 1882 - Carl Koch, naturalista e geologo tedesco (n. 1827)
- 1883 - Édouard Roche, astronomo francese (n. 1820)
- 1885 - Rudolf Eitelberger, storico dell'arte ceco (n. 1817)
- 1885 - Marc Monnier, scrittore italiano (n. 1829)
- 1888 - Ugo II di Salm-Reifferscheid-Raitz, politico e imprenditore austriaco (n. 1803)
- 1889 - Charles Jules Edmée Brongniart, entomologo e paleontologo francese (n. 1859)
- 1890 - Boulos Boutros Massaad, vescovo cattolico e patriarca cattolico libanese (n. 1806)
- 1891 - Galeazzo Frigerio, militare e geografo italiano (n. 1805)
- 1892 - Agostino Todaro, giurista, botanico e politico italiano (n. 1818)
- 1894 - Alessandro Mazzucchetti, ingegnere italiano (n. 1824)
- 1897 - Charles Olivier de Penne, pittore francese (n. 1831)
- 1898 - Gustave Moreau, pittore francese (n. 1826)
- 1898 - Oscar Paul, musicologo, scrittore e critico musicale tedesco (n. 1836)
- 1900 - Elling Carlsen, esploratore e navigatore norvegese (n. 1819)
- 1900 - Rudolf Charousek, scacchista ungherese (n. 1873)

## XX secolo(203)
- 1903 - Francesco Maria Scala, militare e direttore di banda italiano (n. 1819)
- 1904 - Boghos Bedros XI Emmanuelian, ottomano (n. 1829)
- 1904 - Sumner Paine, tiratore a segno statunitense (n. 1868)
- 1905 - Fitzhugh Lee, politico statunitense (n. 1835)
- 1905 - Enoch Sontonga, compositore sudafricano
- 1905 - Juan Valera, scrittore spagnolo (n. 1824)
- 1906 - Carl Kahler, pittore austriaco (n. 1856)
- 1906 - Luis Martín, gesuita spagnolo (n. 1846)
- 1906 - Gustave Vapereau, scrittore e lessicografo francese (n. 1819)
- 1907 - Carlo Massarenti, chirurgo e ginecologo italiano (n. 1815)
- 1908 - Giuseppe Bonacossa, imprenditore e politico italiano (n. 1841)
- 1912 - Walter Clopton Wingfield, militare, inventore e tennista britannico (n. 1833)
- 1917 - Moritz von Bissing, generale tedesco (n. 1844)
- 1917 - Herbert William Conn, batteriologo e educatore statunitense (n. 1859)
- 1918 - Emilio Pensuti, aviatore italiano (n. 1890)
- 1918 - Giulio Tadolini, scultore italiano (n. 1849)
- 1920 - Fritz Hoffmann-La Roche, imprenditore svizzero (n. 1868)
- 1921 - Reginald Carey Brenton, ammiraglio messicano (n. 1848)
- 1922 - James A. Furey, attore, cantante e impresario teatrale statunitense (n. 1845)
- 1922 - Svetomir Nikolajević, politico serbo (n. 1844)
- 1922 - Orazio Tedone, fisico e matematico italiano (n. 1870)
- 1923 - Savina Petrilli, religiosa italiana (n. 1851)
- 1924 - Denis Kelly, vescovo cattolico irlandese (n. 1852)
- 1925 - Enrico Carboni Boj, politico italiano (n. 1852)
- 1925 - Rickman Godlee, chirurgo inglese (n. 1849)
- 1925 - Smeraldo Zecca, politico italiano (n. 1857)
- 1926 - Federico Tommaso Paolini, marinaio italiano (n. 1873)
- 1926 - Jan Szczepanik, inventore polacco (n. 1872)
- 1927 - Francesco Pistoia, militare e politico italiano (n. 1838)
- 1929 - Francesco Brandileone, storico italiano (n. 1858)
- 1929 - María Isabel Manuel de Villena, nobildonna spagnola (n. 1850)
- 1929 - John Wells, canottiere statunitense (n. 1859)
- 1930 - Joaquim Arcoverde de Albuquerque Cavalcanti, cardinale e arcivescovo cattolico brasiliano (n. 1850)
- 1932 - Guascone Guasconi, militare e aviatore italiano (n. 1897)
- 1934 - Raffaele Garofalo, magistrato, giurista e criminologo italiano (n. 1851)
- 1935 - Guido Balzarini, schermidore italiano (n. 1874)
- 1935 - Ignazio Guidi, storico, politico e ebraista italiano (n. 1844)
- 1936 - Ottorino Respighi, compositore, musicologo e direttore d'orchestra italiano (n. 1879)
- 1937 - Max von Gallwitz, generale e politico tedesco (n. 1852)
- 1938 - Adriano Bacula, militare e aviatore italiano (n. 1894)
- 1938 - Phil Bryant, arciere statunitense (n. 1878)
- 1939 - Bertha Kalich, attrice ucraina (n. 1874)
- 1939 - Tommaso Lamberti, militare e marinaio italiano (n. 1908)
- 1939 - Giuseppe Majone, militare e aviatore italiano (n. 1909)
- 1939 - Isabel Marjoribanks, nobildonna britannica (n. 1857)
- 1939 - Alfiero Mezzetti, aviatore e militare italiano (n. 1910)
- 1939 - José Américo Orzali, arcivescovo cattolico argentino (n. 1863)
- 1940 - Herbert Fisher, politico britannico (n. 1865)
- 1940 - Kid McCoy, pugile e attore statunitense (n. 1872)
- 1941 - Ivan Hribar, banchiere, politico e diplomatico sloveno (n. 1851)
- 1941 - Alexandros Korizis, politico greco (n. 1885)
- 1941 - Domenico Quattrociocchi, pittore italiano (n. 1872)
- 1941 - Anna Il'inična Čavčavadze, stilista georgiana (n. 1891)
- 1942 - Leonid Ivanovič Kubbel', scacchista e compositore di scacchi russo (n. 1891)
- 1942 - Gertrude Vanderbilt Whitney, scultrice statunitense (n. 1875)
- 1943 - Isoroku Yamamoto, ammiraglio giapponese (n. 1884)
- 1944 - Fabio Guidi, imprenditore e politico italiano (n. 1863)
- 1944 - Hans Lachmann-Mosse, editore tedesco (n. 1885)
- 1945 - Kurt von der Chevallerie, generale tedesco (n. 1891)
- 1945 - Ettore Del Tetto, generale italiano (n. 1889)
- 1945 - John Ambrose Fleming, inventore e ingegnere britannico (n. 1849)
- 1945 - Hans Källner, generale tedesco (n. 1898)
- 1945 - Ernie Pyle, giornalista statunitense (n. 1900)
- 1945 - Alceo Speranza, avvocato, politico e giornalista italiano (n. 1878)
- 1946 - Ralph Lyonel Brydges, pastore protestante inglese (n. 1856)
- 1947 - Benny Leonard, pugile statunitense (n. 1896)
- 1947 - Jozef Tiso, presbitero e politico slovacco (n. 1887)
- 1948 - John Robertson Aikman, giocatore di curling britannico (n. 1860)
- 1949 - Leonard Bloomfield, linguista statunitense (n. 1887)
- 1949 - Will Hay, attore, comico e regista britannico (n. 1888)
- 1949 - Otto Nerz, calciatore e allenatore di calcio tedesco (n. 1892)
- 1949 - Needham Roberts, militare statunitense (n. 1901)
- 1949 - Ulrich Salchow, pattinatore artistico su ghiaccio svedese (n. 1877)
- 1951 - Daisy Bates, scrittrice e giornalista irlandese (n. 1859)
- 1951 - Luigi Capra, politico italiano (n. 1872)
- 1951 - António Óscar Carmona, generale e politico portoghese (n. 1869)
- 1953 - Michele Pane, poeta italiano (n. 1876)
- 1953 - Ottorino De Fiore, geologo e vulcanologo italiano (n. 1890)
- 1954 - George Kay, allenatore di calcio e calciatore britannico (n. 1891)
- 1954 - Béla Mező, velocista e lunghista ungherese (n. 1883)
- 1954 - Denis Verschueren, ciclista su strada e pistard belga (n. 1897)
- 1955 - Marziale Ducos, giornalista e politico italiano (n. 1868)
- 1955 - Albert Einstein, fisico tedesco (n. 1879)
- 1955 - Eugen Herrigel, filosofo tedesco (n. 1884)
- 1955 - Johan Jarlén, ginnasta svedese (n. 1880)
- 1955 - Giuseppe Lavia, politico italiano (n. 1884)
- 1956 - George Swift, calciatore e allenatore di calcio inglese (n. 1870)
- 1957 - Huug de Groot, calciatore olandese (n. 1890)
- 1957 - Archie Robertson, mezzofondista e siepista britannico (n. 1879)
- 1957 - Gaetano Tedeschi dell'Annunziata, politico e produttore cinematografico italiano (n. 1890)
- 1958 - Maurice Gamelin, generale francese (n. 1872)
- 1958 - Luisa d'Orléans, nobile francese (n. 1882)
- 1958 - Carlo Adolfo Schlatter, pittore e incisore svizzero (n. 1873)
- 1959 - Irving Cummings, regista, attore e sceneggiatore statunitense (n. 1888)
- 1959 - Wilhelm Nestle, filologo classico e storico delle religioni tedesco (n. 1865)
- 1959 - Natale Prampolini, ingegnere e politico italiano (n. 1876)
- 1959 - Percy Smith, calciatore e allenatore di calcio inglese (n. 1880)
- 1960 - Herbert Bliss, danzatore statunitense (n. 1923)
- 1960 - Emory Johnson, attore e regista statunitense (n. 1894)
- 1961 - Edmond Guiraud, drammaturgo, attore e librettista francese (n. 1879)
- 1962 - Jules Lecoutre, ginnasta francese (n. 1878)
- 1962 - Oscar van Rappard, calciatore olandese (n. 1896)
- 1963 - Maurice Achener, pittore e incisore francese (n. 1881)
- 1963 - Raffaele De Giuli, vescovo cattolico italiano (n. 1884)
- 1963 - Carl Galle, mezzofondista tedesco (n. 1872)
- 1963 - Adriaan Koonings, allenatore di calcio e calciatore olandese (n. 1895)
- 1964 - Ben Hecht, sceneggiatore statunitense (n. 1894)
- 1964 - Bernardo Perin, calciatore italiano (n. 1897)
- 1964 - Darwin LeOra Teilhet, scrittore statunitense (n. 1904)
- 1965 - Renzo Minoli, schermidore italiano (n. 1904)
- 1966 - Ed Fitzgerald, hockeista su ghiaccio statunitense (n. 1891)
- 1966 - Allie Morrison, lottatore statunitense (n. 1904)
- 1967 - Friedrich Heiler, storico delle religioni, teologo e vescovo luterano tedesco (n. 1892)
- 1967 - Karl Miller, calciatore tedesco (n. 1913)
- 1968 - Bob Mark, truccatore statunitense (n. 1902)
- 1968 - Guilherme Paraense, tiratore a segno brasiliano (n. 1884)
- 1969 - Herman James Good, militare canadese (n. 1887)
- 1969 - Pietro Sharoff, attore, regista teatrale e direttore artistico russo (n. 1886)
- 1970 - Angelo Brugnoli, presbitero e sindacalista italiano (n. 1872)
- 1970 - Don Finlay, ostacolista e velocista britannico (n. 1909)
- 1970 - Michał Kalecki, economista polacco (n. 1899)
- 1971 - François Amiot, teologo francese (n. 1889)
- 1971 - Désiré Bastin, calciatore belga (n. 1900)
- 1971 - Atilio Bernasconi, calciatore argentino (n. 1905)
- 1972 - Giuseppe Ricci, politico e partigiano italiano (n. 1890)
- 1972 - Antal Szabó, calciatore ungherese (n. 1910)
- 1973 - Jacques Canthelou, calciatore francese (n. 1904)
- 1973 - Alberto Guidi, politico italiano (n. 1916)
- 1973 - Alfred Harrison Joy, astronomo statunitense (n. 1882)
- 1973 - Willie "The Lion" Smith, pianista statunitense (n. 1893)
- 1974 - Betty Compson, attrice e produttrice cinematografica statunitense (n. 1897)
- 1974 - John Henry Lewis, pugile statunitense (n. 1914)
- 1974 - Marcel Pagnol, scrittore, drammaturgo e regista cinematografico francese (n. 1895)
- 1974 - Leopoldo Piccardi, politico italiano (n. 1899)
- 1975 - Gino Cremonini, imprenditore e dirigente sportivo italiano (n. 1911)
- 1975 - Amy Shuard, soprano inglese (n. 1924)
- 1976 - Henrik Carl Peter Dam, biochimico e fisiologo danese (n. 1895)
- 1976 - Marcel Mennesson, ingegnere e inventore francese (n. 1884)
- 1977 - Hélène Hallier, attrice francese (n. 1898)
- 1977 - Irene Steer, nuotatrice britannica (n. 1889)
- 1978 - Carlo Cerruti, politico italiano (n. 1900)
- 1978 - Giuseppe Maggio, politico italiano (n. 1890)
- 1979 - Leandro Gómez Harley, cestista e ostacolista uruguaiano (n. 1902)
- 1979 - Jullan Kindahl, attrice e cantante svedese (n. 1885)
- 1979 - Alberto Pincherle, storico italiano (n. 1894)
- 1979 - Pedro Suárez, calciatore argentino (n. 1908)
- 1980 - Antonio Caponigro, mafioso statunitense (n. 1912)
- 1980 - Igino Giordani, scrittore, giornalista e politico italiano (n. 1894)
- 1980 - Vasilij Gavrilovič Grabin, ingegnere militare sovietico (n. 1900)
- 1981 - James H. Schmitz, autore di fantascienza statunitense (n. 1911)
- 1981 - Boļeslavs Sloskāns, vescovo cattolico lettone (n. 1893)
- 1981 - Franz von Sonnleithner, diplomatico austriaco (n. 1905)
- 1984 - Kenneth Stewart Cole, biofisico statunitense (n. 1900)
- 1984 - Pierre Frank, politico francese (n. 1905)
- 1984 - Leopold Lindtberg, regista austriaco (n. 1902)
- 1984 - Francis De Wolff, attore britannico (n. 1913)
- 1986 - Antonio Lauro, compositore e chitarrista venezuelano (n. 1917)
- 1986 - Heinrich Lehmann-Willenbrock, ufficiale tedesco (n. 1911)
- 1986 - Joey Yale, attore pornografico statunitense (n. 1949)
- 1987 - Adriano Bacchielli, latinista, traduttore e insegnante italiano (n. 1921)
- 1987 - Kenneth Cook, giornalista australiano (n. 1929)
- 1987 - Flavia Paulon, critica cinematografica, giornalista e sceneggiatrice italiana (n. 1906)
- 1988 - Paolo Cinanni, politico e scrittore italiano (n. 1916)
- 1988 - Pierre Desproges, umorista francese (n. 1939)
- 1988 - Antonín Puč, calciatore cecoslovacco (n. 1907)
- 1989 - Adil Atan, lottatore turco (n. 1929)
- 1989 - Hilde Benjamin, giurista tedesca (n. 1902)
- 1989 - Giuseppe Schiavon, politico e antifascista italiano (n. 1896)
- 1990 - Gory Guerrero, wrestler statunitense (n. 1921)
- 1990 - Frédéric Rossif, regista jugoslavo (n. 1922)
- 1990 - Robert D. Webb, regista statunitense (n. 1903)
- 1991 - Giuseppe Crivelli, bobbista italiano (n. 1896)
- 1991 - Austin Bradford Hill, epidemiologo e statistico britannico (n. 1897)
- 1992 - Giovanni Ferro, arcivescovo cattolico italiano (n. 1901)
- 1993 - İsgəndər Aznaurov, militare azero (n. 1956)
- 1993 - Elisabeth Frink, scultrice britannica (n. 1930)
- 1993 - Masahiko Kimura, judoka e wrestler giapponese (n. 1917)
- 1993 - Werner Pochath, attore austriaco (n. 1939)
- 1994 - George Hesik, cestista e giocatore di baseball statunitense (n. 1913)
- 1994 - Ruggero Orlando, giornalista e politico italiano (n. 1907)
- 1994 - Bill Rexford, pilota automobilistico statunitense (n. 1927)
- 1994 - Dener, calciatore brasiliano (n. 1971)
- 1995 - Florindo Andreolli, tenore italiano (n. 1925)
- 1995 - Jimmy D'Aquisto, liutaio statunitense (n. 1935)
- 1995 - Arturo Frondizi, politico argentino (n. 1908)
- 1995 - Eva Riccioli, musicista, editrice e compositrice italiana (n. 1909)
- 1996 - Bernard Edwards, musicista, bassista e produttore discografico statunitense (n. 1952)
- 1996 - Mike Leander, produttore discografico, arrangiatore e compositore britannico (n. 1941)
- 1997 - Bob Carpenter, cestista e allenatore di pallacanestro statunitense (n. 1917)
- 1997 - Ismael Fernandes, sceneggiatore, autore televisivo e giornalista brasiliano (n. 1945)
- 1997 - Gabriele Invernizzi, politico e partigiano italiano (n. 1913)
- 1997 - Francis Johnson, cestista statunitense (n. 1910)
- 1997 - Juan Félix Sánchez, artista e artigiano venezuelano (n. 1900)
- 1998 - Ferenc Deák, calciatore ungherese (n. 1922)
- 1998 - Francis Durbridge, scrittore e sceneggiatore britannico (n. 1912)
- 1998 - Nelson Gonçalves, cantante, compositore e chitarrista brasiliano (n. 1919)
- 1998 - Otto Pollak, scrittore e docente statunitense (n. 1908)
- 1998 - Linda Schele, antropologa e storica statunitense (n. 1942)
- 1998 - Alberto Trabucchi, giurista italiano (n. 1907)
- 1999 - Vicente Escrivá, regista e sceneggiatore spagnolo (n. 1913)
- 1999 - Herman Miller, sceneggiatore statunitense (n. 1919)
- 1999 - Gian-Carlo Rota, matematico e filosofo italiano (n. 1932)
- 2000 - Tony Frank, attore statunitense (n. 1943)

## XXI secolo(141)
- 2001 - Viliam Vanák, calciatore slovacco (n. 1915)
- 2002 - Mītsos Dīmītriou, calciatore greco (n. 1948)
- 2002 - Jerry Heidenreich, nuotatore statunitense (n. 1950)
- 2002 - Thor Heyerdahl, antropologo, esploratore e regista norvegese (n. 1914)
- 2002 - Wayne Hightower, cestista statunitense (n. 1940)
- 2002 - Wahoo McDaniel, wrestler e giocatore di football americano statunitense (n. 1938)
- 2003 - Rudolf Brunnenmeier, calciatore tedesco (n. 1941)
- 2003 - Edgar F. Codd, informatico britannico (n. 1923)
- 2003 - Emil Vladimirovici Loteanu, regista sovietico (n. 1936)
- 2003 - Diego Ronchini, ciclista su strada italiano (n. 1935)
- 2003 - Juan Bautista Villalba, calciatore paraguaiano (n. 1924)
- 2004 - Kamisese Mara, politico figiano (n. 1920)
- 2004 - Frances Rafferty, attrice statunitense (n. 1922)
- 2005 - Cristoforo Filetti, politico e avvocato italiano (n. 1914)
- 2005 - Clarence Gaines, cestista e allenatore di pallacanestro statunitense (n. 1923)
- 2005 - Norberto Höfling, dirigente sportivo, allenatore di calcio e calciatore rumeno (n. 1924)
- 2005 - Sam Mills, giocatore di football americano statunitense (n. 1959)
- 2005 - Franco Teodoro, grafico e designer italiano (n. 1939)
- 2006 - Henri Duparc, regista e sceneggiatore guineano (n. 1941)
- 2006 - Han Chang-wha, calciatore sudcoreano (n. 1922)
- 2006 - Glauco Lolli Ghetti, armatore e dirigente sportivo italiano (n. 1921)
- 2006 - Guido Oddo, conduttore televisivo, telecronista sportivo e giornalista italiano (n. 1920)
- 2006 - Eivind Skabo, canoista norvegese (n. 1916)
- 2006 - Mario Tommasini, politico italiano (n. 1928)
- 2006 - Joseph Vissers, pugile belga (n. 1928)
- 2007 - Michal Benedikovič, calciatore cecoslovacco (n. 1923)
- 2007 - Itchō Itō, politico giapponese (n. 1945)
- 2007 - Andrej Kvašňák, calciatore cecoslovacco (n. 1936)
- 2007 - Harry Miller, cestista statunitense (n. 1923)
- 2007 - Dick Vosburgh, scrittore, poeta e paroliere statunitense (n. 1929)
- 2008 - Erminio Favalli, dirigente sportivo e calciatore italiano (n. 1944)
- 2008 - Kay Linaker, attrice e sceneggiatrice statunitense (n. 1913)
- 2008 - Joy Page, attrice statunitense (n. 1924)
- 2009 - Peter Dennis, attore inglese (n. 1933)
- 2009 - Albert Dou, matematico spagnolo (n. 1915)
- 2009 - Edward George, economista inglese (n. 1938)
- 2009 - Thor Hernes, calciatore e allenatore di calcio norvegese (n. 1926)
- 2009 - Ingemar Johansson, marciatore svedese (n. 1924)
- 2009 - Bill Orton, politico statunitense (n. 1948)
- 2009 - Stephanie Parker, attrice britannica (n. 1987)
- 2009 - Sable Starr, statunitense (n. 1957)
- 2009 - Kiril Văžarov, hockeista su ghiaccio bulgaro (n. 1988)
- 2010 - Louis Bullard, giocatore di football americano statunitense (n. 1956)
- 2010 - Julius Chigbolu, altista e dirigente sportivo nigeriano (n. 1929)
- 2010 - Vladimir Saraev, calciatore sovietico (n. 1936)
- 2010 - Anisa Wahab, attrice afghana (n. 1956)
- 2010 - Abu Ayyub al-Masri, terrorista egiziano (n. 1968)
- 2010 - Abu Omar al-Baghdadi, terrorista iracheno (n. 1947)
- 2011 - Olubayo Adefemi, calciatore nigeriano (n. 1985)
- 2011 - Gilberto Evangelisti, giornalista italiano (n. 1928)
- 2011 - Pietro Ferrero, imprenditore italiano (n. 1963)
- 2011 - Giovanni Saldarini, cardinale e arcivescovo cattolico italiano (n. 1924)
- 2012 - Pavol Bencz, calciatore cecoslovacco (n. 1936)
- 2012 - Arthur Bottom, calciatore inglese (n. 1930)
- 2012 - José Cerviño Cerviño, vescovo cattolico spagnolo (n. 1920)
- 2012 - Dick Clark, conduttore televisivo, conduttore radiofonico e imprenditore statunitense (n. 1929)
- 2012 - Hillman Curtis, designer e regista statunitense (n. 1961)
- 2012 - Tina De Mola, soubrette, attrice e cantante italiana (n. 1923)
- 2013 - Leopold Gernhardt, calciatore e allenatore di calcio austriaco (n. 1920)
- 2013 - Storm Thorgerson, fotografo e designer britannico (n. 1944)
- 2013 - Hans-Joachim Walde, multiplista tedesco (n. 1942)
- 2014 - Ramón Malla Call, vescovo cattolico spagnolo (n. 1922)
- 2014 - Giorgio Pianta, pilota automobilistico, dirigente sportivo e ingegnere italiano (n. 1935)
- 2015 - Lando Cosi, rugbista a 15 e allenatore di rugby a 15 italiano (n. 1924)
- 2015 - Fiorenzo Mancini, geologo italiano (n. 1922)
- 2015 - Mario Pirani, giornalista, economista e scrittore italiano (n. 1925)
- 2015 - Erwin Waldner, calciatore tedesco (n. 1933)
- 2016 - Brian Asawa, contraltista statunitense (n. 1966)
- 2016 - Robert Christophe, nuotatore francese (n. 1938)
- 2016 - Eva Henning, attrice svedese (n. 1920)
- 2016 - Fritz Herkenrath, calciatore tedesco (n. 1928)
- 2016 - Karina Huff, attrice, cantante e showgirl britannica (n. 1961)
- 2016 - John Leslie, IV baronetto, nobile e militare irlandese (n. 1916)
- 2016 - Virginiangelo Marabini, politico italiano (n. 1931)
- 2016 - Fulvio Roiter, fotografo italiano (n. 1926)
- 2016 - Gaston Rouxel, calciatore francese (n. 1926)
- 2016 - Gert Schramm, scrittore tedesco (n. 1928)
- 2016 - Tao Siju, politico cinese (n. 1935)
- 2017 - Amedeo Benedetti, italianista e biografo italiano (n. 1954)
- 2017 - Gordon Langford, compositore e arrangiatore inglese (n. 1930)
- 2017 - Mihalj Mesaroš, calciatore jugoslavo (n. 1935)
- 2017 - Yvonne Monlaur, attrice francese (n. 1935)
- 2017 - Christopher J. Walker, storico britannico (n. 1942)
- 2018 - Jean Flori, medievista francese (n. 1936)
- 2018 - Paul Jones, wrestler statunitense (n. 1942)
- 2018 - Pino Rinaldi, fumettista italiano (n. 1957)
- 2018 - Howard Sachar, storico statunitense (n. 1928)
- 2018 - Bruno Sammartino, wrestler italiano (n. 1935)
- 2018 - Henk Schouten, calciatore olandese (n. 1932)
- 2018 - Carlo Wilm, cestista francese (n. 1950)
- 2019 - Ken Buehler, cestista statunitense (n. 1919)
- 2019 - Vanda Dignani Grimaldi, politica italiana (n. 1930)
- 2019 - Ivo Frosio, calciatore svizzero (n. 1930)
- 2019 - Ezia Gavazza, storica dell'arte italiana (n. 1928)
- 2019 - Anita Hentschel, discobola tedesca (n. 1942)
- 2019 - Miklós Lovas, astronomo ungherese (n. 1931)
- 2019 - Lyra McKee, giornalista e attivista nordirlandese (n. 1990)
- 2019 - Lorraine Warren, scrittrice statunitense (n. 1927)
- 2019 - Siegmar Wätzlich, calciatore tedesco orientale (n. 1947)
- 2020 - Leon Boden, attore, regista e doppiatore tedesco (n. 1958)
- 2020 - Amparo Dávila, scrittrice e poetessa messicana (n. 1928)
- 2020 - Aleksandr Abramovič Kabakov, scrittore e pubblicista russo (n. 1943)
- 2020 - Robert Kimmel Smith, scrittore statunitense (n. 1930)
- 2020 - François Jacques Marie Gérard Lafortune, tiratore a segno belga (n. 1932)
- 2020 - Urano Navarrini, calciatore e allenatore di calcio italiano (n. 1945)
- 2020 - Paul H. O'Neill, politico, imprenditore e funzionario statunitense (n. 1939)
- 2020 - Valerio Pilon, pittore, scultore e incisore italiano (n. 1929)
- 2020 - Gangchen Tulku Rinpoche, monaco buddhista tibetano (n. 1941)
- 2020 - Rezo Parmenovič Ėsadze, attore e regista sovietico (n. 1934)
- 2021 - Luigi Covatta, politico e giornalista italiano (n. 1943)
- 2021 - Elizabeth Furse, politica e attivista keniota (n. 1936)
- 2021 - Jason Matthews, scrittore statunitense (n. 1951)
- 2021 - Frank McCabe, cestista statunitense (n. 1927)
- 2021 - Zdeněk Růžička, ginnasta cecoslovacco (n. 1925)
- 2021 - Tremaine Stewart, calciatore giamaicano (n. 1988)
- 2022 - Lidija Alfeeva, lunghista sovietica (n. 1946)
- 2022 - Nicholas Angelich, pianista statunitense (n. 1970)
- 2022 - Piergiorgio Bellocchio, critico letterario e scrittore italiano (n. 1931)
- 2022 - Harrison Birtwistle, compositore e clarinettista inglese (n. 1934)
- 2022 - Valerio Evangelisti, scrittore, saggista e fumettista italiano (n. 1952)
- 2022 - Andrzej Korzyński, compositore e pianista polacco (n. 1940)
- 2022 - Hermann Nitsch, performance artist austriaco (n. 1938)
- 2022 - Piero Scesa, calciatore italiano (n. 1939)
- 2023 - Antonio Girardo, calciatore italiano (n. 1937)
- 2023 - Willie McCarter, cestista e allenatore di pallacanestro statunitense (n. 1946)
- 2023 - Sammy Nicholl, calciatore maltese (n. 1934)
- 2023 - Leandro Polverini, storico italiano (n. 1935)
- 2023 - Anita Sanders, attrice e modella svedese (n. 1942)
- 2023 - Franco Sattolo, calciatore e allenatore di calcio italiano (n. 1936)
- 2024 - Dickey Betts, chitarrista statunitense (n. 1943)
- 2024 - Jack Green, musicista e cantautore britannico (n. 1951)
- 2024 - Mandisa, cantante statunitense (n. 1976)
- 2024 - Keiko Yamamoto, doppiatrice giapponese (n. 1943)
- 2025 - Giovanni De Sandre, ingegnere italiano (n. 1935)
- 2025 - Giulio Drago, calciatore italiano (n. 1962)
- 2025 - Mick McGrath, calciatore irlandese (n. 1936)
- 2025 - Alessandro Pace, costituzionalista e avvocato italiano (n. 1935)
- 2025 - Nikola Pokrivač, calciatore croato (n. 1985)
- 2025 - Clodagh Rodgers, cantante britannica (n. 1947)
- 2025 - Damien Thomas, attore britannico (n. 1942)
- 2025 - Billy Young, allenatore di calcio e calciatore irlandese (n. 1938)

## Senza anno specificato(1)
- Luca Grimaldi, trovatore italiano